# Wangechi Mutu
Wangechi Mutu (Nairobi, 22 de junio de 1972) es una artista visual, pintora y escultora keniata que vive y trabaja en Brooklyn, Nueva York.

## Trayectoria
Es originaria de la nación Kikuyu de Kenia y se educó en una escuela católica de Nairobi, más tarde estudió en el United World College of the Atlantic en País de Gales. En la década de 1990 se trasladó a Nueva York, formándose en Bellas Artes y en antropología en la New School for Social Research y en la Parsons School of Art and Design. En 1996 obtuvo su título en la Cooper Union for the Advancement of Science and Art  y unos años después se recibió con una maestría en escultura en la Universidad de Yale (2000).
Su trabajo ha sido expuesto en galerías y museos de todo el mundo incluyendo el San Francisco Museum of Modern Art, el Miami Art Museum, la Tate Modern de Londres, el Studio Museum de Harlem en Nueva York, el Museo Kunst Palast de Düsseldorf, Alemania, el Centro Pompidou en París y el Nasher Museum of Art de la Duke University.

## Exhibiciones
Participó en la Bienal de Prospect1 de Nueva Orleans en el 2008 y en la Bienal de Gwangju en Corea del Sur en 2004. 
Su primera exposición individual en Norteamérica se inauguró en la Art Gallery of Ontario en marzo de 2010. Y la primera en EE. UU. fue Wangechi Mutu: A Fantastic Journey, una exposición de más de 50 de sus obras entre collage, video, dibujo y escultura, celebrada en el Nasher Museum of Art en marzo de 2013. En octubre de ese mismo año y hasta marzo de 2014 la muestra se trasladó al Elizabeth A. Sackler Center for Feminist Art del  Brooklyn Museum de Nueva York.
Su obra ha sido presentada en exposiciones relevantes, incluyendo The Great New York en el Centro de Arte Contemporáneo PS1 y el Museo de Arte Moderno de Nueva York, Black President: The Art and Legacy of Fela Anikulapo-Kutien en el New Museum of Contemporary Art de Nueva York y el Barbican Centre de Londres, USA Today Real de Londres.  
Está representada por galeria Barbara Gladstone de Nueva York, Susanne Vielmetter, Los Angeles Projects en Los Ángeles y la Victoria Miro Gallery de Londres.

## Reconocimientos
El 23 de febrero de 2010, fue honrada por el Deutsche Bank como su primer artista del año. El premio incluye una exposición individual en el Deutsche Guggenheim de Berlín. Titulado My Dirty Little Heaven, el espectáculo viajó al Centro de Wiels de Arte Contemporáneo de Bruselas, Bélgica en junio del mismo año.
En 2013 fue galardonada con el Premio del Público del Festival de Cine BlackStar por The End of Eating Everything en Filadelfia, Pensilvania.
También en 2013 se hace con el premio al Artista del Año del Museo de Brooklyn en Nueva York.
En 2017, la plataforma OkayAfrica 100 women, que selecciona cada año a 100 mujeres africanas por su relevancia, la incluyó entre las premiadas.